# استان اورینتال
استان اورینتال (به فرانسوی: Province Orientale) یک استان از استان‌های جمهوری دموکراتیک کنگو است.

## خصوصیات
استان اورینتال ۵۰۳٬۲۳۹ کیلومترمربع مساحت و ۸٬۱۹۷٬۹۷۵ نفر جمعیت دارد.